# 海部閑六
海部 閑六（かいふ かんろく、1833年（天保4年） - 1878年（明治11年）10月28日）は、江戸時代末期（幕末）の徳島藩の槍術家。別名は芝野高園。海部郡（現・同郡海陽町）生まれ。

## 生涯
岡沢閑兵衛の五男。京都で槍や剣術を学び、海部開六と改名。幕末は岩倉具視の護衛となり、全身に刀創が絶えなかった。
1870年（明治3年）に庚午事変（いわゆる稲田騒動）に関係し、新島へ流罪となった。御免され、1878年（明治11年）10月28日、徳島より大阪に船で向かう途中、佐野で難船し溺死する。享年46。